# Archimandrita marmorata
Archimandrita marmorata es una especie de insecto blatodeo de la familia Blaberidae.

## Distribución geográfica
Se la puede encontrar en Costa Rica y Nicaragua.

## Sinónimo
- Blatta marmorata Stoll, 1813